# Otjisazu

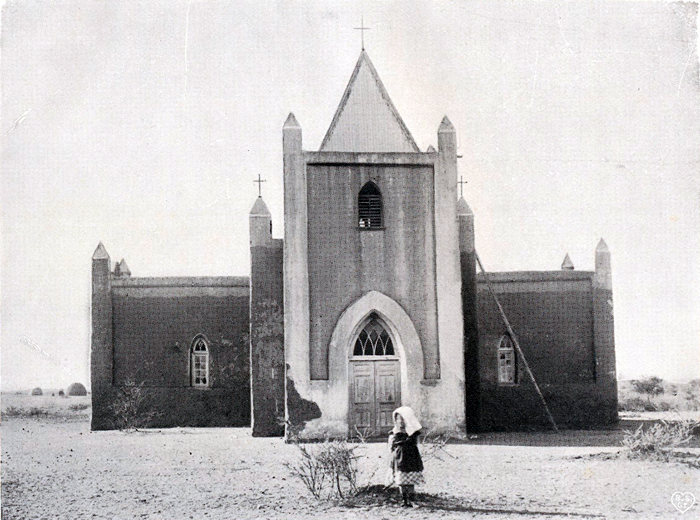
Ansicht der von Missionar Johann Jakob Irle auf Otjisazu errichteten Kirche, aus: Wie ich die Herero lieben lernte von Hedwig Irle.

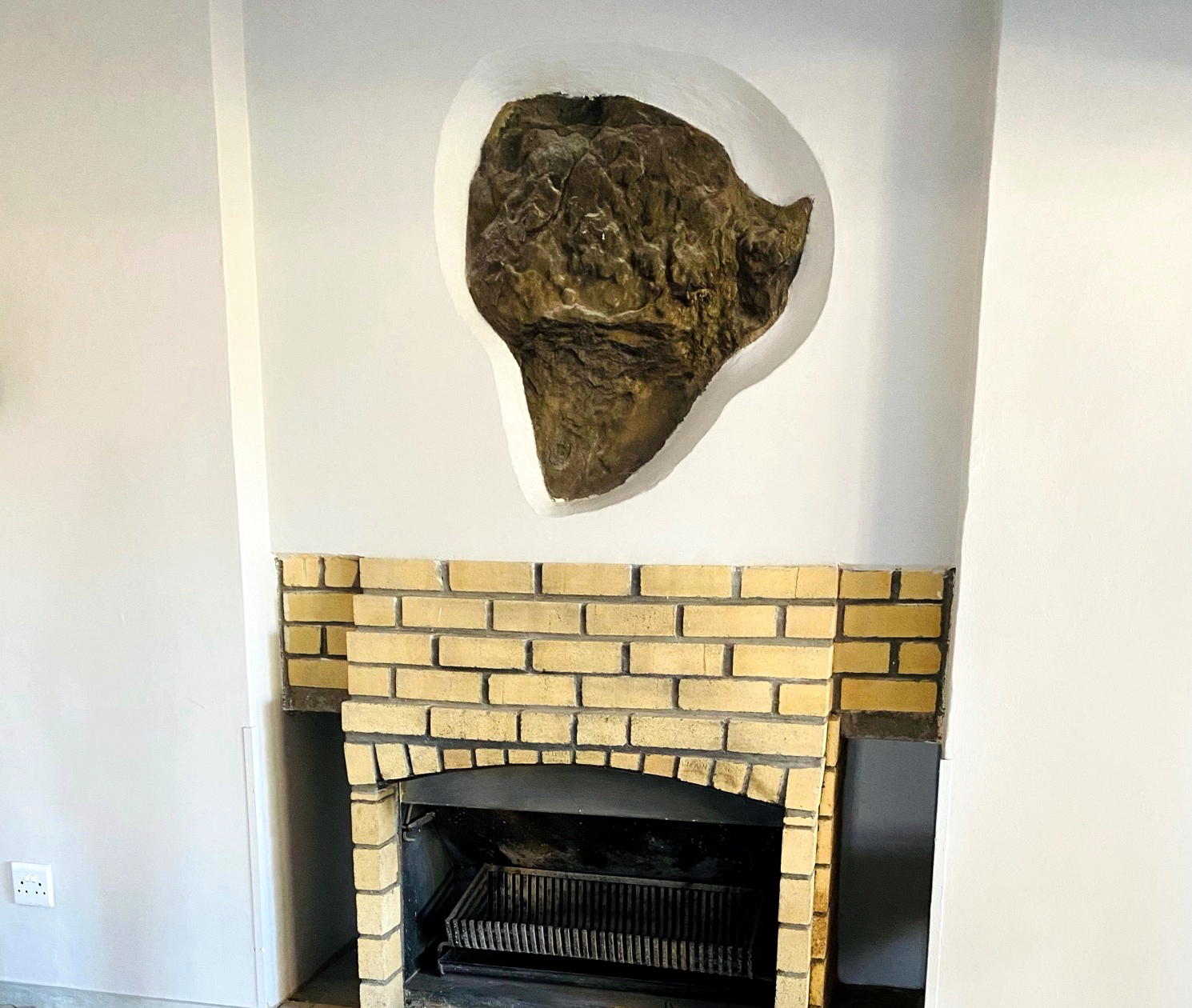
Die Mauer der ursprünglichen Kirche im Empfangsbereich der Gästefarm Otjisazu.

Otjisazu ist eine im Jahr 1872 von Johann Jakob Irle (1843–1924) auf der gleichnamigen Farm errichtete Missionsstation der Rheinischen Missionsgesellschaft in Deutsch-Südwestafrika, dem heutigen Namibia.

## Geschichte
Auf einer Konferenz der Rheinischen Mission im Jahr 1871 wurde beschlossen, dass der Missionar Irle eine Station (damals wohl Otjosazu) aufbauen sollte. Ziel war es, die Herero, speziell Ovambanderu,  zum christlichen Glauben zu bekehren.
Irles Nachfolger auf Otjisazu war Missionar Heinrich Brockmann (1873–1951). Er erlebte den Herero-Aufstand 1904 mit und wurde am 29. Januar 1904 von den Herero aufgefordert, Otjisazu zu verlassen. Wie andere umliegende Missionsstationen wurde auch Otjisazu geplündert und zerstört.
Heute befindet sich an der Stelle der Kirche eine Gästefarm. Im Empfangsbereich ist eine Mauer der ursprünglichen Kirche zu sehen.